# Anemone yulongshanica
Anemone yulongshanica är en ranunkelväxtart som beskrevs av Wen Tsai Wang. Anemone yulongshanica ingår i släktet sippor, och familjen ranunkelväxter.

## Underarter
Arten delas in i följande underarter:
- A. y. glabrescens
- A. y. truncata